# Rastros de sándalo
Rastros de sándalo es una película española estrenada el 28 de noviembre de 2014 dirigida por María Ripoll. Está basada en la novela homónima de Anna Soler-Pont y Asha Miró. La propia Soler-Pont se encargó de adaptarla, escribir el guion y producir la película. La protagonizan Aina Clotet y Nandita Das, al frente de un reparto en el que destacan actores como Naby Daklhli, Subodh Maskara y Rosa Novell. La versión original se rodó en catalán, inglés e hindi.

## Argumento
La película narra la historia de dos hermanas separadas de pequeñas y el intento de volver a reunirse. Mina (Nandita Das) es una estrella del cine indio que vive con el recuerdo de su hermana pequeña de la que tuvo que separarse a la fuerza. Por otro lado, Paula (Aina Clotet) es una bióloga que no sabe nada de su pasado ni de su hermana. Cuando Mina descubre que su hermana sigue viva decide ir a buscarla, pero ella no se lo pondrá nada fácil.

## Reparto
| - Aina Clotet - Paula/Sita - Nandita Das - Mina - Naby Dakhli - Prakash - Subodh Maskara - Sanjay - Godeliv Van den Brandt - Nikki - Rosa Novell - Madre de la Paula - Marina Gatell - Neus | - Gal Soler - Padre de Paula - Sunita Shirole - Hermana Kamala - Barbie Jan - Hermana Deepa - Depali Garcha - Hermana Urvashi - Neha Abam - Chamki - Bhoomika Sharma - Indira |

## Premios
70.ª edición de las Medallas del Círculo de Escritores Cinematográficos
| Categoría            | Nominados       | Resultado |
| -------------------- | --------------- | --------- |
| Mejor guion adaptado | Anna Soler-Pont | Ganadora  |

7ª edición de los Premios Gaudí
| Categoría                     | Nominados                       | Resultado |
| ----------------------------- | ------------------------------- | --------- |
| Mejor Película                | Rastros de sándalo              | Ganadora  |
| Mejor actriz                  | Aina Clotet                     | Nominada  |
| Mejor actriz secundaria       | Rosa Novell                     | Nominada  |
| Mejor música original         | Zeltia Montes y Simon Smith     | Nominadas |
| Mejor dirección artística     | Anna Pujol Tauler               | Nominada  |
| Mejor vestuario               | Anna Güell                      | Nominada  |
| Mejor maquillaje y peluquería | Concha Rodríguez y Jesús Martos | Nominadas |
| Mejor dirección de producción | Josep Amorós                    | Nominado  |

29.ª edición de los Premios Goya
| Categoría            | Nominados                              | Resultado |
| -------------------- | -------------------------------------- | --------- |
| Mejor guion adaptado | Anna Soler-Pont por Rastros de sándalo | Nominada  |

Festival de cine de Montreal de 2014
| Premio del público a mejor película |
| ----------------------------------- |
| Ganadora                            |